# Archibald Clark Kerr, 1. Baron Inverchapel
Archibald John Kerr Clark Kerr, 1. Baron Inverchapel, GCMG, PC (* 17. März 1882 in Australien; † 5. Juli 1951 in Greenock) war ein australisch-britischer Diplomat.

## Lebenslauf
Am 17. März 1882 wurde Archibald John Clark in Australien nahe Sydney als Sohn des schottischstämmigen John Clark geboren. Seine Mutter trug den Mädchennamen Kate Louisa Robertson. 1911 änderte er seinen Familiennamen in „Clark Kerr“.
Am 24. April 1929 heiratete Clark Kerr Maria Teresa Dia Salas Lira, die Tochter von Don Javier Diaz Lira. Das Paar blieb kinderlos. 
Von 1892 bis 1900 besuchte er das Bath College und studierte zudem Sprachen in Frankreich, Deutschland, Spanien und Italien. Im März 1906 bestand Clark Kerr die Aufnahmeprüfung in den diplomatischen Dienst und begann seine Tätigkeit im Foreign Office in London. Im selben Jahr begann er auch seine diplomatische Tätigkeit in Berlin und Rom und wurde 1915 britischer Legationssekretär in Teheran. Zwischen 1928 und 1930 führte Archibald Clark Kerr seinen politischen Werdegang fort und wurde als außerordentlicher Gesandter und bevollmächtigter Minister in Chile tätig, in den Jahren 1931 bis 1934 folgten Schweden und Irak (1935 bis 1938).
Er zeichnete sich in diesen Ämtern aus, um sich zwischen 1938 und 1942 während der japanischen Besatzung eine angesehene Ernennung als Botschafter in China zu sichern. Während dieser Amtszeit baute Clark Kerr eine enge Beziehung zum nationalistischen chinesischen Führer Chiang Kai-Shek auf. Hauptziele seiner Arbeit waren die politische Vermittlung zwischen Kai-Shek und Großbritannien. Die im Kampf gegen die japanischen Invasoren jedoch keine substanzielle Hilfe anboten.
Nach Beendigung seiner Amtszeit als Botschafter in China folgte im Februar 1942 die Versetzung nach Moskau. Wie zuvor in China zeichnete sich Archibald Clark Kerr auch hier durch eine besondere Beziehung zu Stalin aus. Teil seiner Arbeit war die Moderation verschiedener anglo-sowjetischer diplomatischer Konferenzen. Seine Präsenz bei eben genannten Konferenzen rückte ihn in den letzten entscheidenden Jahren des Zweiten Weltkriegs in den Mittelpunkt der internationalen Politik. Während seiner gesamten Stationierung in Moskau suchte er erfolglos beim Auswärtigen Amt in London nach einer klaren Richtung.
Zudem war Archibald Clark Kerr auch in weiter nicht unbedeutende historische Ereignisse involviert. Beispielsweise in die wie der in Russland geborene britische Journalist Alexander Werth als die „wildeste Kreml-Party seit 1917“ bezeichnete, diese dauerte bis in die Nacht vom 7. auf den 8. November 1943.
Während seiner Tätigkeit als britischer Botschafter in Moskau, befasste sich Clark Kerr zudem mit der Umsetzung des Abkommens von Jalta über Polen. Hier arbeitete er zusammen mit dem sowjetischen Außenminister Wjatscheslaw Molotow und dem US-Botschafter W. Averell Harriman. Auslöser waren der Zusammenbruch der Diskussionen der Moskauer Kommission über die Polenkrise im März 1945.
Nach Beendigung des Krieges wurde Archibald John Clark Kerr zum Botschafter in den Vereinigten Staaten ernannt – ein Amt, das er bis 1948 innehatte.
Clark Kerr starb am 5. Juli 1951 im Alter von 69 Jahren.

## Privates
Archibald John Clark Kerr wurde 1935 zum Knight Commander of the Order of St. Michael and St. George (KCMG) und 1942 zum Großkreuzritter ernannt. 1944 wurde er zudem vom Geheimen Rat vereidigt. Zwei Jahre später, 1946 wurde er als Baron Inverchapel von Loch Eck in der Grafschaft Argyll in den Adelsstand erhoben. Clark Kerr war eine Schlüsselfigur der britischen Außenpolitik und Diplomatie während der Dämmerung Großbritanniens als Großmacht. Zu seinen Anfängen im diplomatischen Dienst gehörten Berlin, Washington und der Nahe Osten. Auch als Botschafter im Irak zeichnete er sich aus.
Zur Zeit des Zweiten Weltkriegs diente er in China und der Sowjetunion und nach dem Krieg als Botschafter in den USA. Er war maßgeblich an der Gründung der NATO und der Umsetzung des Marshallplans beteiligt. Seine wichtige Arbeit mit Churchill, Roosevelt und Stalin gilt als entscheidend für das Kriegsbündnis. Am 5. Juli 1951 starb Clark Kerr im Alter von 69 Jahren.

## Nachleben
Das Archiv von Clark Kerr umfasst seine persönlichen Papiere und Korrespondenzen sowie Material zu seiner Karriere als Diplomat aus den 1900er bis 1940er Jahren. Familienpapiere aus den 1850er Jahren dokumentieren die Familiengeschichte, wie beispielsweise das Leben seiner Eltern in Australien und Clark Kerrs Verbindungen zu Familienmitgliedern, insbesondere seine engen Beziehungen zu seiner Mutter und seiner Schwester Muriel.
Des Weiteren hatte Clark Kerr in seinem Leben weitreichende Verbindungen zu namhaften Personen wie Harold Nicolson, Vita Sackville-West, Eustace Percy, Alice Drummond-Hay, Robert Boothby und Gerald Villiers sowie mit britischen und ausländischen Aristokraten wie der Schwester des deutschen Kaisers, Sophie Duchess von Sparta (später die Königingemahl von Konstantin I. von Griechenland) und Elizabeth Bowes-Lyon (später Königingemahlin von Georg VI).
Archibald John Clark Kerrs Schriften überschneiden sich des Öfteren in privaten und öffentlichen Aspekten. Ein Beispiel dafür sind die vielen Briefe zwischen Clark Kerr und seiner Mutter. Sie korrespondierten mindestens zweimal wöchentlich, manchmal täglich und tauschten neben persönlichen und familiären Nachrichten Zeitungsausschnitte aus und kommentierten ausführlich Gesellschaft, Kultur, Politik und internationale Beziehungen der 1900er, 1910er und frühen 1920er Jahre.